# Metrostation Ashok Nagar
Die Metrostation Ashok Nagar (Tamil: அசோக் நகர்) ist ein oberirdischer U-Bahnhof der Metro Chennai. Er wird von der Grünen Linie bedient.
Die Metrostation Ashok Nagar befindet sich im gleichnamigen Stadtteil Ashok Nagar im Südwesten Chennais an der Kreuzung der Ringstraße Inner Ring Road (100 Feet Road) und der Straße Anna Main Road. Die Station ist als Hochbahnhof konzipiert. Sie wurde am 29. Juni 2015 als Teil des ersten Streckenabschnitts der Grünen Linie eröffnet.